# سينيا
سينيا (بالنرويجية: Senja)‏ هي جزيرة تقع في ترومس، شمال النرويج. يبلغ عدد سكانها 7,792 نسمة (بكثافة 5 أشخاص لكل كيلومتر مربع) وذلك حسب إحصائيات سنة 2014. يبلغ ارتفاعها عن سطح البحر قرابة 1017 متر. تبلغ مساحتها 1,586 كم². أعلى قمة فيها برايتيندن.

## المناخ
يظهر الجدول التالي التغييرات المناخية على مدار السنة لسينيا:
| البيانات المناخية لـسينيا                  | البيانات المناخية لـسينيا | البيانات المناخية لـسينيا | البيانات المناخية لـسينيا | البيانات المناخية لـسينيا | البيانات المناخية لـسينيا | البيانات المناخية لـسينيا | البيانات المناخية لـسينيا | البيانات المناخية لـسينيا | البيانات المناخية لـسينيا | البيانات المناخية لـسينيا | البيانات المناخية لـسينيا | البيانات المناخية لـسينيا | البيانات المناخية لـسينيا |
| الشهر                                      | يناير                     | فبراير                    | مارس                      | أبريل                     | مايو                      | يونيو                     | يوليو                     | أغسطس                     | سبتمبر                    | أكتوبر                    | نوفمبر                    | ديسمبر                    | المعدل السنوي             |
| ------------------------------------------ | ------------------------- | ------------------------- | ------------------------- | ------------------------- | ------------------------- | ------------------------- | ------------------------- | ------------------------- | ------------------------- | ------------------------- | ------------------------- | ------------------------- | ------------------------- |
| متوسط درجة الحرارة الكبرى °م (°ف)          | −1.9 (28.6)               | −1.8 (28.8)               | 0.2 (32.4)                | 3.6 (38.5)                | 8.4 (47.1)                | 12.9 (55.2)               | 15.0 (59.0)               | 14.6 (58.3)               | 10.5 (50.9)               | 5.8 (42.4)                | 1.5 (34.7)                | −0.7 (30.7)               | 5.7 (42.3)                |
| المتوسط اليومي °م (°ف)                     | −4.4 (24.1)               | −4.2 (24.4)               | −2.3 (27.9)               | 1.0 (33.8)                | 5.5 (41.9)                | 9.7 (49.5)                | 12.3 (54.1)               | 11.6 (52.9)               | 7.5 (45.5)                | 3.3 (37.9)                | −0.8 (30.6)               | −3.2 (26.2)               | 3.0 (37.4)                |
| متوسط درجة الحرارة الصغرى °م (°ف)          | −7.1 (19.2)               | −7.0 (19.4)               | −5.5 (22.1)               | −2.1 (28.2)               | 2.5 (36.5)                | 6.8 (44.2)                | 9.1 (48.4)                | 8.3 (46.9)                | 5.1 (41.2)                | 1.3 (34.3)                | −3.1 (26.4)               | −5.8 (21.6)               | 0.2 (32.4)                |
| الهطول مم (إنش)                            | 85 (3.3)                  | 80 (3.1)                  | 60 (2.4)                  | 54 (2.1)                  | 39 (1.5)                  | 47 (1.9)                  | 62 (2.4)                  | 71 (2.8)                  | 91 (3.6)                  | 119 (4.7)                 | 94 (3.7)                  | 98 (3.9)                  | 900 (35.4)                |
| متوسط أيام هطول الأمطار (≥ 1 mm)           | 13.4                      | 12.4                      | 11.5                      | 10.7                      | 9.2                       | 10.6                      | 13.2                      | 12.4                      | 14.3                      | 16.0                      | 14.7                      | 15.6                      | 154.0                     |
| المصدر: Norwegian Meteorological Institute |                           |                           |                           |                           |                           |                           |                           |                           |                           |                           |                           |                           |                           |

## أعلام
- أندرياس أموندسين